# Alan Campbell (Schauspieler)
Bruce Alan Campbell (* 22. April 1957 in Homestead, Florida) ist ein US-amerikanischer Schauspieler.

## Leben
Campbell begann seine Karriere zunächst als Musiker, er sang während seiner Highschoolzeit in einer Rockband. Er absolvierte ein Studium der Betriebswirtschaft; nach dem Bachelorabschluss war er entschlossen, eine Karriere als Schauspieler anzustreben.
1984 erhielt er eine Nebenrolle an der Seite von John Ritter in der Sitcom Three’s a Crowd, welche nach der ersten Staffel eingestellt wurde. 1986 spielte er den Assistenten des von William Conrad verkörperten Staatsanwaltes McCabe in einer Doppelfolge von Matlock; daraus entstand im darauffolgenden Jahr die Krimiserie Jake und McCabe – Durch dick und dünn. Die von CBS produzierte Serie lief fünf Jahre sehr erfolgreich, es entstanden über 100 Folgen. Nach dem Ende der Serie nahm Campbell Gesangsstunden und sprach für eine Rolle im Broadway-Musical Sunset Boulevard vor. Er erhielt die Rolle des Joe Gillis und spielte diese zwischen 1994 und 1997. Er absolvierte in dieser Zeit circa 1.200 Auftritte an der Seite von Glenn Close und Elaine Paige. 1995 war er hierfür als bester Hauptdarsteller für den Tony Award nominiert. Aufnahmen seiner Auftritte wurden auf diversen Andrew-Lloyd-Webber-Samplern veröffentlicht.
Danach hatte er Off-Broadway-Engagements, bevor er mit Susan Stromans Musical Contact 2002 wieder am Broadway auf der Bühne stand. Daneben nahm er Gastauftritte in Fernsehserien wie Law & Order wahr. Von 2014 bis 2015 war er als Sam Carmichael im Abba-Musical Mamma Mia! am Broadway zu sehen. Daneben wirkte er in zahlreichen regionalen Aufführungen mit, beispielsweise 2010 in Utah in einer Produktion von Die 12 Geschworenen.
Zwischen 1987 und 1990 war er mit der Schauspielerin Nova Ball verheiratet, 1999 ehelichte er die Schauspielerin Lauren Kennedy. Aus der 2013 geschiedenen Ehe ging eine Tochter hervor.

## Filmografie (Auswahl)
- 1979: B.J. und der Bär (B. J. and the Bear, Fernsehserie, Folge 2x06)
- 1981: Red Flag: The Ultimate Game (Fliegerfilm)
- 1984–1985: Three’s a Crowd (Fernsehserie, 22 Folgen)
- 1986: Matlock (Fernsehserie, 2 Folgen)
- 1987–1992: Jake und McCabe – Durch dick und dünn (Jake and the Fatman, Fernsehserie, 103 Folgen)
- 1994: Dallas Doll
- 1997: Der Zauberwunsch (A Simple Wish)
- 1998: Homicide (Homicide: Life on the Street, Fernsehserie, Folge 6x14)
- 2004: All My Children (Fernsehserie, eine Folge)
- 2006: Law & Order: Special Victims Unit (Fernsehserie, Folge 8x01 Informantin)
- 2008: Law & Order (Fernsehserie, Folge 18x05 Stereotypen schlagen zu)
- 2009–2011: Then We Got Help! (Fernsehserie, 20 Folgen)
- 2020: Uncle Frank
- 2021: Dopesick (Miniserie, 4 Folgen)
- 2024: Oh, Canada

## Broadway
- 1994–1997: Sunset Boulevard
- 2002: Contact
- 2014–2015: Mamma Mia!

## Auszeichnungen
- 1995: Tony-Award-Nominierung in der Kategorie Bester Hauptdarsteller in einem Musical für Sunset Boulevard